# Zeme
Zeme ist eine norditalienische Gemeinde (comune) mit 983 Einwohnern (Stand 31. Dezember 2023) in der Provinz Pavia in der Lombardei.

## Geografie
Die Gemeinde liegt etwa 37,5 Kilometer westlich von Pavia in der Lomellina. Die Agogna fließt im Osten.

## Geschichte
Aus dem Mittelalter sind die Schreibweisen Cemide und Zemide überliefert. Seit dem 10. Jahrhundert war die Gemeinde Teil des Bistums Pavia, bis sie schließlich an den Pfalzgrafen von Lomello kam.

## Verkehr
Durch die Gemeinde führen die ehemaligen Staatsstraßen SS 494 von Mailand nach Alessandria und die SS 596 dir von Castello d’Agogna nach Casale Monferrato. Der frühere Bahnhof von Zeme liegt an der Bahnstrecke Mortara–Asti und wurde 2003 geschlossen.